# Ron Kiefel
Ron Kiefel (Denver, Colorado, 11 d'abril de 1960) és un ciclista estatunidenc, ja retirat, que fou professional entre 1985 i 1995.
Com a ciclista amateur va prendre part en els Jocs Olímpics de Los Angeles de 1984, en què guanyà una medalla de bronze en la prova contrarellotge per equips, formant equip amb Clarence Knickman, Davis Phinney i Andrew Weaver.
Com a professional fou el primer ciclista estatunidenc en guanyar una etapa en una de les grans voltes, al Giro d'Itàlia de 1985. També destaca el campionat nacional en ruta de 1988. Forma part de l'US Bicycling Hall of Fame.

## Palmarès
- 1983
  -  Campió dels Estats Units amateur en ruta
  -  Campió dels Estats Units en contrarellotge
- 1984
  -  Medalla de bronze als Jocs Olímpics de Los Angeles an la prova contrarellotge per equips (amb Clarence Knickman, Davis Phinney i Andrew Weaver)
- 1985
  - 1r al Trofeu Laigueglia
  - Vencedor d'una etapa del Giro d'Itàlia
- 1988
  -  Campió dels Estats Units en ruta
  - 1r al Giro de Toscana
- 1989
  - Vencedor d'una etapa del Tour de Trump
- 1990
  - Vencedor d'una etapa del Critèrium Internacional
- 1992
  - Vencedor d'una etapa de la Volta a Luxemburg
- 1993
  - 1r al Tour de Willamette
  - Vencedor d'una etapa de la Redlands Bicycle Classic
  - Vencedor d'una etapa de la Fitchburg Longsjo Classic
  - Vencedor d'una etapa del Tour DuPont
- 1994
  - 1r a la CoreStates Classic

### Resultats al Tour de França
- 1986. 96è de la classificació general
- 1987. 82è de la classificació general
- 1988. 69è de la classificació general
- 1989. 73è de la classificació general
- 1990. 83è de la classificació general
- 1991. 138è de la classificació general
- 1992. Abandona

### Resultats al Giro d'Itàlia
- 1985. 60è de la classificació general. Vencedor d'una etapa
- 1988. 62è de la classificació general
- 1989. 102è de la classificació general